# Acitretine
Acitretine is een synthetisch vitamine A-derivaat. Dit geneesmiddel is een tweede-generatie retinoïde, dat wordt gebruikt voor de behandeling van ernstige vormen van psoriasis en andere ernstige huidaandoeningen zoals de ziekte van Darier en harlekijnichtyose wanneer andere behandelingen niet werken. Het wordt verkocht onder de merknaam Neotigason in capsules voor oraal gebruik met 10 of 25 milligram van het middel.
De chemische naam van acitretine is (all-E)-9-(4-methoxy-2,3,6-trimethylfenyl)-3,7-dimethylnona-2,4,6,8-tetraeenzuur. Het is een synthetisch analogon van all-trans-retinoïnezuur, dat ook bekend is als tretinoïne). Het werd beschreven in het Amerikaanse octrooi nr. 4105681 van 1978, als antitumormiddel en middel tegen dermatologische aandoeningen zoals acne en psoriasis.
Acitretine volgde etretinaat op aan het einde van de jaren 1980, dankzij een gunstigere farmacokinetiek. De halveringstijd van acitretine is 50 uur, tegenover 120 dagen voor etretinaat wat een goede dosering bemoeilijkt. Acitretine is de voornaamste metaboliet van etretinaat, maar in het lichaam kan een klein deel van acitretine ook omgekeerd veresteren tot etretinaat, dat in hoge mate teratogeen is, en een groot risico vormt op ernstige aangeboren afwijkingen van het kind. Acitretine is dan ook bewezen teratogeen en het mag niet gebruikt worden tijdens zwangerschap of borstvoeding. Het middel wordt daarom ontraden aan vrouwen in de vruchtbare leeftijd. Vrouwen in de vruchtbare leeftijd dienen anticonceptieve maatregelen te nemen ten minste een maand vóór, tijdens en tot ten minste 2 jaar na staken van de therapie.
Richtlijnen van de Britse Association of Dermatologists stellen dat acitretine aangeraden is in combinatie met PUVA-therapie (psoraleen plus UV-A-licht), of in combinatie met calcipotriolzalf. Het wordt afgeraden in combinatie met ciclosporine of methotrexaat, bij dit laatste omwille van een verhoogde kans op ernstige hepatotoxiciteit, hoewel dit in een andere studie niet kon aangetoond worden.

## Bijwerkingen en gebruik tijdens zwangerschap
Bij de meeste patiënten die acitretine toegediend krijgen treden bijwerkingen op. De meest voorkomende bijwerkingen zijn droge lippen, uitdroging van de slijmvliezen, cheilitis; jeuk en dunner worden van de niet-aangetaste huid; schilferen van de huid op handpalmen en voetzolen; abnormale nagelstructuur, paronychie.
Bij het begin van de behandeling is het mogelijk dat de psoriasis tijdelijk verergert.
In sommige gevallen kan hepatitis of geelzucht optreden.

### Acitretine en zwangerschap
Eind oktober 1990 met behulp van een zogenaamde ‘recall’-procedure via de apotheekhoudenden alle verpakkingen met capsules van 10 en 25 mg acitretine teruggehaald en van een nieuwe bijsluiter voorzien. In de oude bijsluiter werd het advies gegeven om tijdens – en gedurende ten minste 2 maanden na – gebruik van acitretine zwangerschap te vermijden. In de nieuwe bijsluiter werd deze periode veranderd in twee jaar en werd opgenomen dat de gebruiker tijdens – en gedurende een jaar na – gebruik van acitretine geen bloeddonor mocht zijn. Op dat moment was niets bekend omtrent de omvang van het gebruik van acitretine door vrouwen in de vruchtbare leeftijd.
In oktober 2016 werd de termijn om niet zwanger te raken of bloed te geven na gebruik van dit medicijn verlengd van 2 jaar naar 3 jaar.